# 310 Margarita
310 Margarita eller A920 TB är en asteroid i huvudbältet, som upptäcktes den 16 maj 1891 av den franske astronomen Auguste Charlois. Det är okänt vad eller vem asteroiden senare fick namn efter.
Margaritas senaste periheliepassage skedde den 3 juni 2019.[Uppdatering behövs] Dess rotationstid har beräknats till 12,07 timmar.